# (4175) Billbaum
(4175) Billbaum (1985 GX) – planetoida z grupy pasa głównego asteroid okrążająca Słońce w ciągu 4,4 lat w średniej odległości 2,69 j.a. Odkryta 15 kwietnia 1985 roku.